# Opòssum cuacurt
Els opòssums cuacurts (Monodelphis) són un gènere de marsupials de la família dels didèlfids. Viuen a Sud-amèrica.

## Taxonomia
- Opòssum cuacurt bru (Monodelphis adusta)
- Opòssum cuacurt triratllat (Monodelphis americana)
- M. arlindoi
- Opòssum cuacurt de flancs vermells (Monodelphis brevicaudata)
- Opòssum cuacurt de la Pampa (Monodelphis dimidiata)
- Opòssum cuacurt gris (Monodelphis domestica)
- Opòssum cuacurt de l'Amazones (Monodelphis emiliae)
- M. gardneri
- Monodelphis glirina
- Monodelphis handleyi
- Opòssum cuacurt d'Ihering (Monodelphis iheringi)
- Opòssum cuacurt de Kuns (Monodelphis kunsi)
- Opòssum cuacurt de Marajó (Monodelphis maraxina)
- Opòssum cuacurt d'Osgood (Monodelphis osgoodi)
- Monodelphis palliolata
- M. pinocchio
- Opòssum cuacurt de Reig (Monodelphis reigi)
- Opòssum cuacurt de Ronald (Monodelphis ronaldi)
- M. rubida
- M. saci
- M. sanctaerosae
- Opòssum cuacurt de cap vermell (Monodelphis scalops)
- Opòssum cuacurt musaranya (Monodelphis sorex)
- Opòssum cuacurt de Theresa (Monodelphis theresa)
- M. touan
- Opòssum cuacurt de ratlles fosques (Monodelphis umbristriata)
- Opòssum cuacurt uniratllat (Monodelphis unistriata)
- M. vossi

## Estat de conservació
M. sorex i M. rubida són considerades espècies amenaçades. M. dimidiata és única perquè és una espècie semèlpara, caràcter poc habitual en els mamífers.